# Ludvík Strimpl

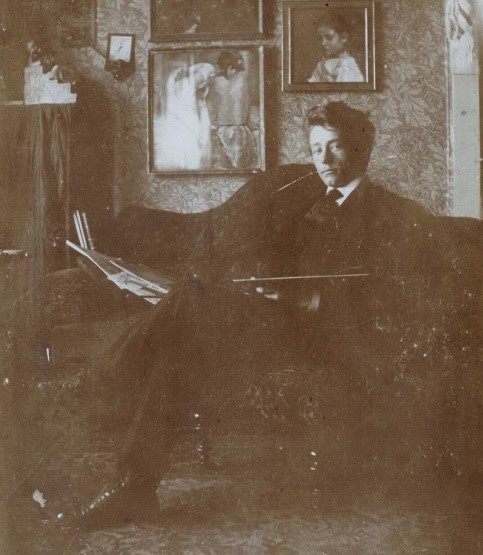
Ludvík Strimpl jako mladík ve svém pařížském ateliéru

Ludvík Strimpl (18. listopadu 1880, Praha – 18. prosince 1937, Praha) byl český malíř, grafik, ilustrátor, legionář a diplomat.

## Život a dílo
Narodil se v Praze na Starém Městě do rodiny krejčího a obchodníka Ludvíka Antonína Strimpla a Františky, rozené Weissové. Během studia na malostranském gymnáziu se projevoval jako všestranný talent. Hrál na housle, vyhrával cyklistické závody, dobře psal a maloval. Začal studovat práva na Karlově Univerzitě, ale posléze přestoupil na pražskou malířskou akademii do ateliéru Vojtěcha Hynaise. Nebyl zde spokojen a další dva roky pokračoval ve studiu na mnichovské malířské akademii u prof. Ludvíka Hertericha.
V letech 1903–1904 pobýval spolu se sochařem Františkem Úprkou na Detve a navštěvoval Jožu Uprku ve Hroznové Lhotě. Maloval také expresionistické žánrové a sociální motivy v Bruggách a Bretani. Obraz Žebráci, který vytvořil v Bruggách, vystavil roku 1905 na Jarní výstavě v Mánesu. Z Mnichova se roku 1904 odstěhoval do Paříže a zřídil si tam vlastní ateliér. Tam se setkával se svými generačními druhy Mario Korbelem, Františkem Michlem, Otakarem Španielem, Bohumilem Kafkou a zejména s Tavíkem Františkem Šimonem, který se stal jeho blízkým přítelem. Stýkal se také se starší generací českých malířů, např. Janem Dědinou, Františkem Kupkou, Václavem Brožíkem. Sblížil se s Luďkem Maroldem, jehož secesní styl hladké lavírované kresby ovlivnil Strimplovu ilustrátorskou tvorbu.
Strimpl v Paříži působil zejména jako ilustrátor. Jeho kresby zdobí knihy Gabriela d'Annunzia, Rudyarda Kiplinga nebo H. G. Wellse, vydané prestižním nakladatelstvím Calmann-Lévy, exkluzivní módní časopis Gazette du bon ton nebo satirické časopisy L´Assiette au Beurre a Simplicissimus, vydávaný v Mnichově. Jeho karikatury byly částečně inspirovány Františkem Kupkou, který se v Paříži také živil jako ilustrátor.
Roku 1907 se v Praze oženil se studentkou malířství Jiřinou Matějíčkovou. Následně se vrátil zpět do Paříže a roku 1909 vystavoval pastely v salonu Société nationale des beaux-arts. Před začátkem první světové války se Strimplovým narodila dcera Eva. Strimpl se prostřednictvím svých uměleckých kontaktů spřátelil s T. G. Masarykem a s Milanem Rastislavem Štefánikem, kterého ve svém ateliéru seznámil i s Edvardem Benešem.
V Paříži zůstal i po začátku první světové války a angažoval se v protirakouském odboji. V září roku 1915 se přihlásil do československých legií. Byl jedním ze zakladatelů Českého komitétu zahraničního a posléze se stal sekretářem Československé národní rady a jedním z nejbližších spolupracovníků E. Beneše. Nepřestal být aktivní ani jako výtvarník a pro kancelář Národní rady zhotovil portrét Františka Palackého. Spolu s Emilem Purghartem navrhl znak, který legionáři nosili na baretech. Na stejné adrese v Paříži, kde byla založena Československá národní rada, dnes sídlí České centrum. Jako člen ČSNR podepsal koncem října 1918 spolu s Karlem Kramářem, Václavem Klofáčem, Edvardem Benešem a dalšími v Ženevě „prohlášení souhlasu s Masarykovou zahraniční akcí“ v plném rozsahu.
Po ustavení prozatímní česko-slovenské vlády se stal vedoucím kabinetu prvního ministra zahraničí E. Beneše a zůstal jím i po návratu do Prahy až do června 1922. Od srpna 1922 do září 1927 působil jako vyslanec v Belgii a v září 1927 se stal přednostou diplomatického protokolu Ministerstva zahraničních věcí. V této funkci působil až do své smrti. Zemřel předčasně roku 1937 na následky komplikací po operaci slepého střeva. (Podle zápisu v matrice zemřel 18. prosince 1937 v podolském sanatoriu. Jiné zdroje uvádějí zpravidla datum 20. prosince.) Pohřben byl na Olšanských hřbitovech.
Jako jeden z blízkých přátel Edvarda Beneše si postavil vilu na sousedním pozemku v Sezimově Ústí. Vilu nyní užívají Strimplovi vnuci, bratři Outratovi.

### Výstavy

#### Autorské
- 2018 Ludvík Strimpl, malíř a diplomat, Galerie Millenium Praha (17.10. – 11.11.2018)[10]

#### Společné
- 1907 Česká grafika, Topičův salon, Praha
- 1982/1983 Čeští malíři ve Francii I, Dům umění, Zlín
- 1985/1986 České malířství XX. století (Generace devadesátých let: realismus, impresionismus, symbolismus, secese 3. část), Jízdárna Pražského hradu, Praha
- 2011 Čeští umělci ve Francii 1900–1918, Vlašský dvůr, Kutná Hora
- 2016 Za Československo – Pocta neexistující zemi, ve spolupráci s fondem Pro Arte České centrum, Paříž

### Galerie

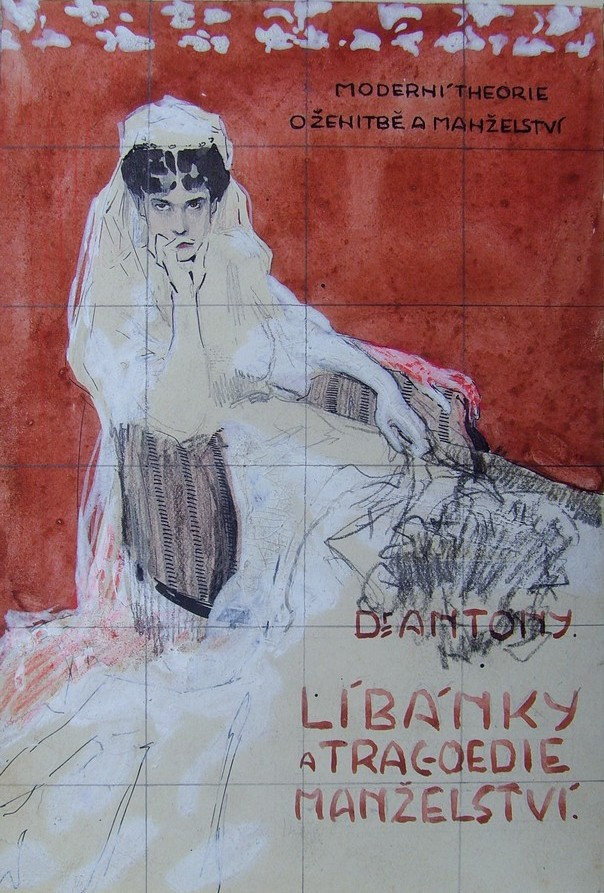
Líbánky a tragedie manželství (kol. 1908)
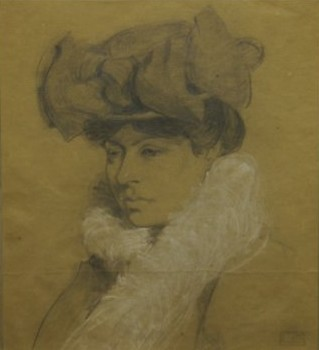
Portrét dr. Alice Masarykové (1917)
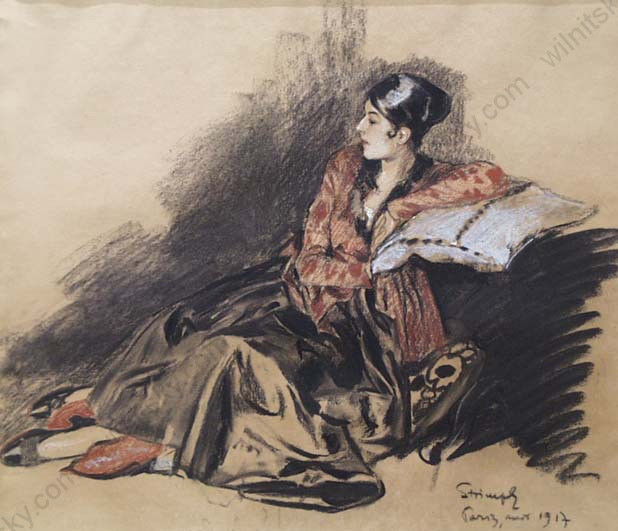
Sedící žena, pastel (1917)
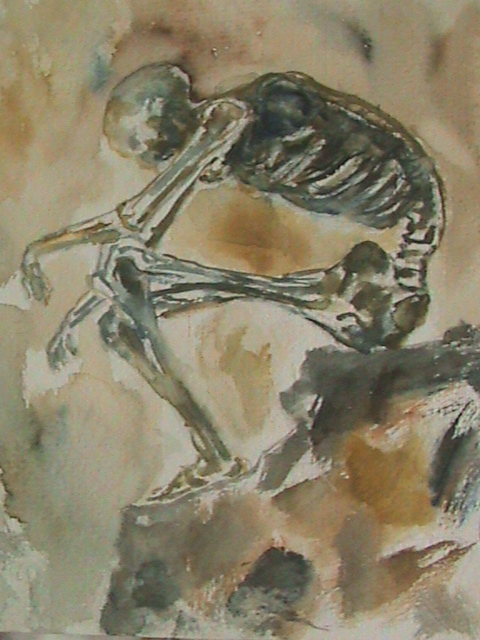
Neviditelný muž
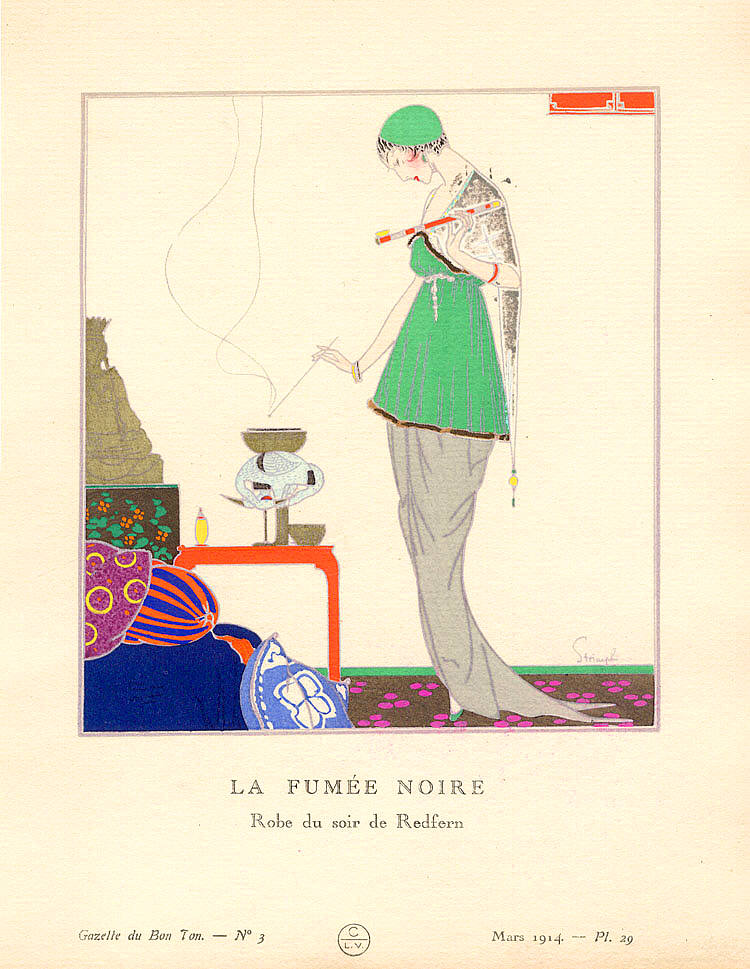
Redfern, večerní šaty, ilustrace publikovaná v La Gazette du bon ton (1914)
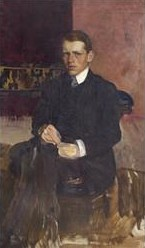
Portrét mladého muže

## Vyznamenání
- velkokříž Řádu za zásluhy – Portugalsko, 29. září 1933[11]